# Ottawan

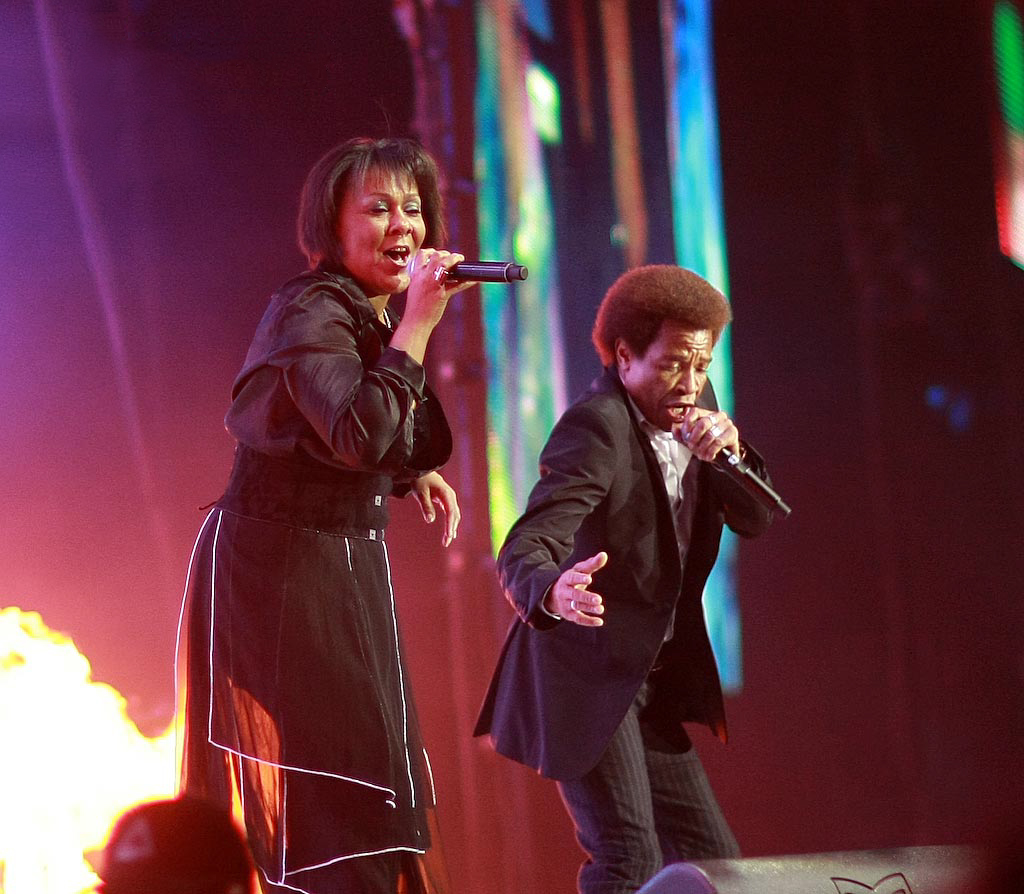
Ottawan

Ottawan var en fransk discogrupp som grundades 1979 av producenterna Daniel Vangarde och Jean Kluger. Frontfigurer var Jean-Batiste Patrick och Annette.
Gruppen hade flera hits i början på 1980-talet. De största var D.I.S.C.O (1980) och Hands Up (1981) men även flera av deras andra låtar blev mycket spelade under denna tid.

## Diskografi
- 1980 - D.I.S.C.O.
- 1980 - Ottawan (LP)
- 1980 - You're OK (T'es OK)
- 1981 - Hands Up (Give Me Your Heart)
- 1981 - Help, Get Me Some Help